# Zygaena sengana
Zygaena sengana is een vlinder uit de familie van de bloeddrupjes (Zygaenidae). De wetenschappelijke naam van de soort is voor het eerst geldig gepubliceerd in 1956 door Holik & Sheljuzhko.